# Bigbug
Bigbug (Big Bug) è un film francese del 2022, diretto da Jean-Pierre Jeunet.

## Trama
Anno 2045. Alcuni residenti molto litigiosi di un quartiere francese di periferia si ritrovano bloccati dentro casa quando una rivolta di androidi spinge i loro robot domestici a tenerli al sicuro.

## Distribuzione
Il film è stato distribuito sulla piattaforma Netflix a partire dall'11 febbraio 2022.